# 海因里希·格姆科夫

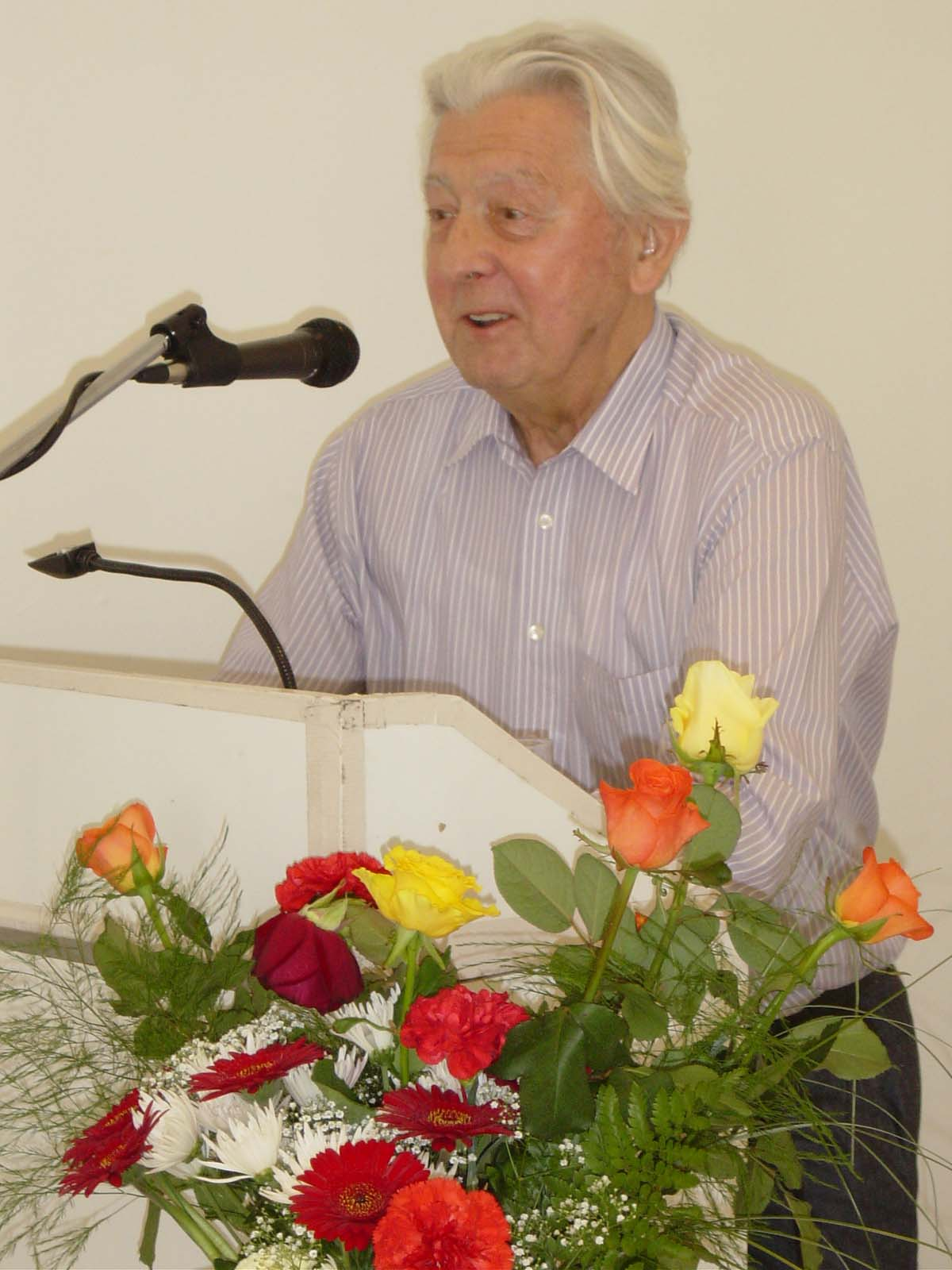
2003年

海因里希·格姆科夫（德語：Heinrich Gemkow，1928年6月26日—2017年8月15日）是德國歷史學家，曾在1981年獲得東德國家獎以及於1988年獲得愛國榮譽勳章。

## 外部連結
- 海因里希·格姆科夫（德国国家图书馆目录相关文献）